# Taeniophyllum stipulaceum
Taeniophyllum stipulaceum är en orkidéart som beskrevs av Johannes Jacobus Smith. Taeniophyllum stipulaceum ingår i släktet Taeniophyllum och familjen orkidéer. Inga underarter finns listade i Catalogue of Life.